# ON Entertainment
ON Entertainment est une société de production audiovisuelle et cinématographique, née de la fusion en 2014 des labels Onyx Films, Method Animation et Chapter 2.

## Histoire
Onyx Films est une société de production de cinéma française, créée le 1er octobre 1996 par Aton Soumache
En janvier 2014, les deux producteurs Aton Soumache et Dimitri Rassam décident de fusionner leurs labels Method Animation, Onyx Films et Chapter 2 pour donner naissance à On Entertainment, et ainsi former un leader européen de l'animation et du cinéma.
En juin 2018, ON Entertainment est racheté à 51,35 % par Mediawan, groupe de médias français, pour 51 millions d'euros.

## Activités
Les différentes activités du groupes sont :
- ON kids & family, leader européen de la production de contenus d'animation
  - Method Animation, label spécialisé dans les séries d'animation
  - ON Animation Studios, label spécialisé dans les films d'animation
- Chapter 2, filiale spécialisée dans la production « live » dirigée par Dimitri Rassam

ON kids & family compte 5 studios de production situés à Paris, à Montréal, au Luxembourg, à Los Angeles et à Hyderabad en Inde, qui totalisent plus de 500 employés,.

## Filmographie

### Série d’animation
Method Animation
- 2004-2007 : Les Gnoufs réalisé par Frank Vibert
- 2004-2008 :  Flatmania réalisé par Prakash Topsy
- 2006-2007 : Skyland réalisé par Emmanuel Gorinstein
- 2006-2007 : Pop Secret réalisé par  Anne-Caroline Pandolfo et Isabelle Simler
- 2007 : Cosmic Quantum Ray réalisé par Andrew Young, Arnaud Bouron et Ji Hoon Son
- 2008-2009 : Freefonix réalisé par Jérôme France et Pierre Alan Chartier
- 2008 : The Pinky and Perky Show réalisé par Cyril Adam
- 2009-2013 : Iron Man : la série animée réalisé par Stéphane Juffé et Philippe Guyenne
- 2009-2010 : Le Petit Nicolas réalisé par Arnaud Bouron
- 2010-2015 : Le Petit Prince réalisé par Pierre Alain Chartier
- 2011-2012 : Chaplin and Co réalisé par Cyril Adam et Julien Charles
- 2012-2016 : Les Nouvelles Aventures de Peter Pan réalisé par Augusto Zanovello
- 2014-2016 : Super 4 réalisé par Cyril Adam et Arnaud Bouron
- 2015-2019 : Robin des Bois : Malice à Sherwood réalisé par Sandra Derval, Stéphane Mit et Olivier Derynck
- 2015-actuel : Miraculous : Les Aventures de Ladybug et Chat Noir réalisé par Thomas Astruc, Christelle Abgrall, Jeremy Paoletti, Benoît Boucher, Wilifried Pain et Jun Violet
- 2015-2016 : Popples réalisé par Olivier Derynck et Ram Ganapati Rao
- 2016-2017 : Sept nains et moi réalisé par Luc Chalifour, Emmanuelle Dubergey, Tarik Hamdine, Fouad Benhammou, Mathieu Danielo  et Sébastien Perroy
- 2016-2018 : Zak Storm, super pirate réalisé par Phillipe Guyenne
- 2018 : Denver, le dernier dinosaure réalisé par Fabien Brandily
- 2018-2019 : Psammy et nous réalisé par Olivier Derynck
- 2019 : Apollon le grillon et les drôles de petites bêtes réalisé par Augusto Zanovello
- 2019-2021 : Power Players réalisé par Tarik Hamdine et Yohan Parents
- 2022 : Le village enchanté de Pinocchio réalisé par Stéphane Mit
- 2022 : Petronix : Les défenseurs des animaux réalisé par François Reczulski, Lindsay Sheppard et Éric Gosselet
- 2023-actuel : Le Petit Prince et ses amis réalisé par Fabien Brandily
- 2024-actuel : Pirate Academy  réalisé par Olivier Derynck
- 2024-actuel : Les Trois Mousquetaires réalisé par Stéphane Mit
- TBA : Karters produit par Emmanuel Franck
- TBA : Witch Detectives produit par Camille Oesch
- TBA : Taïtikis - Les gar¬di¬ens des océans réalisé par Cédric Fremeaux
- TBA : Anansi co-produit avec le studio Diprente
- TBA : Astro Boy Reboot réalisé par Thomas Astruc
- TBA : Le Manège enchanté co-produit avec Magic!
- TBA : Tuff Pom co-produit avec Wildseed Studio
- TBA : Tales of the Mirru : Vet Explorers

Somewhere Animation
- TBA : Chefclub Adventures
- TBA : Temtem réalisé par  Jean-Louis Vandestoc

Wildseed Studios
- 2016-2017 : Carrément chat réalisé par Ben Marsaud
- 2021-actuel : Dodo réalisé par Jack Bennet
- 2023 : Ama’s story réalisé par Makalla McPherson
- TBA : Tuff Pom co-produit avec Method Animation

### Films
Onyx Films
- 2005 : Nordeste de Juan Diego Solanas
- 2006 : L'Éclaireur de Djibril Glissant
- 2006 : La Jungle de Matthieu Delaporte
- 2007 : La León de Santiago Otheguy
- 2008 : House Arrest de Marcello Thedford
- 2008 : Les Enfants de Timpelbach de Nicolas Bary
- 2009 : Sweet Valentine d'Emma Luchini
- 2010 : Libre échange de Serge Gisquière
- 2011 : Mineurs 27 de Tristan Aurouet
- 2012 : Upside Down de Juan Diego Solanas

### Films d'animation
Onyx Films puis ON Animation Studios
- 2006 : Renaissance réalisé par  Christian Volckman et écrit par Alexandre de La Patellière et Matthieu Delaporte
- 2011 : The Prodigies réalisé par Antoine Charreyron et écrit par Alexandre de La Patellière et Matthieu Delaporte
- 2015 : Mune : Le Gardien de la Lune co-réalisé par Alexandre Heboyan et Benoît Philippon et écrit par Benoît Philippon
- 2015 : Le Petit Prince réalisé par Mark Osborne et écrit par Bob Persichetti et Irena Brignull
- 2017 : Drôles de petites bêtes co-réalisé par Arnaud Bouron et Antoon Krings
- 2019 : Playmobil, le film réalisé par Lino DiSalvo et écrit par Blaise Hemingway, Greg Erb, Lino DiSalvo et Jason Oremland
- 2020 :Petit Vampire, réalisé par Joann Sfar et écrit par Joann Sfar et Sandrina Jardel
- 2022: Le Petit Nicolas : Qu'est-ce qu'on attend pour être heureux ? co-réalisé par Amandine Fredon et Benjamin Massoubre et écrit par Anne Goscinny, Michel Fessler et Benjamin Massoubre
- 2023: Miraculous, le film co-réalisé par Jeremy Zag, Aton Soumache et Daisy Shan et écrit par Jeremy Zag et Bettina Lopez Mendoza
- Prévu octobre 2025 : Marcel et Monsieur Pagnol réalisé par Sylvain Chomet
- TBA : Jelly Jamm: le film réalisé par Javier Ledesma Barbolla et Luis Gallego, co-réalisé par Benoît Philippon et écrit par Brian Lynch, Cinco Paul et Ken Daurio
- TBA : Little Nemo in Slumberland réalisé par Hyrum Virl Osmond
- TBA : Little Jules Verne réalisé par Didier Ah-Koon et Regis Vidal et écrit par Michel Hazanavicius
- TBA : Le Badelisc réalisé par Tony Leondis et écrit par Peter Ackerman et Peter Ramsey

### Projets abandonnés
- 2013 : Cobra : The Space Pirate d'Alexandre Aja

### Téléfilms
- 2006 : Renaissance: Making of promo d'Olivier Serrano
- 2006 : Dans la tête de Christian Volckman d'Olivier Serrano

### Courts-métrages
- 1998 : La Corde de Gaëlle Baron
- 1998 : Le Centre du monde de Djibril Glissant
- 1999 : Un juste de Modi Barry
- 1999 : Maaz de Christian Volckman
- 1999 : Une vie après l'autre de Mathieu Guez
- 2000 : Argent content de Philippe Dussol
- 2001 : That Soul Thing de François Dumoulin
- 2002 : Anomalie de Philippe Dussol
- 2002 : Biotope de Merwan Chabane
- 2003 : L'Homme sans tête de Juan Diego Solanas
- 2004 : Photomateurs de Pascal Tosi
- 2004 : Rendez-vous de Pierre-Alfred Richard
- 2007 : Sur ses deux oreilles d'Emma Luchini
- 2008 : Clichés de soirée de Merwan Chabane
- 2009 : Marcher de Jeanne Herry
- 2009 : Contresens de Pierre-Alfred Richard